# Fjäderlöss
Fjäderlöss (Philopteridae) är en familj av insekter. Fjäderlöss ingår i ordningen djurlöss, klassen egentliga insekter, fylumet leddjur och riket djur. Enligt Catalogue of Life omfattar familjen Philopteridae 214 arter. 

## Bildgalleri

## Dottertaxa till fjäderlöss, i alfabetisk ordning[1][2]
- Acidoproctus
- Alcedoecus
- Anaticola
- Anatoecus
- Aquanirmus
- Ardeicola
- Austrogoniodes
- Bedfordiella
- Brueelia
- Campanulotes
- Carduiceps
- Chelopistes
- Cirrophthirius
- Coloceras
- Columbicola
- Craspedonirmus
- Craspedorrhynchus
- Cuclotogaster
- Cuculicola
- Cuculiphilus
- Cuculoecus
- Cummingsiella
- Degeeriella
- Docophoroides
- Episbates
- Falcolipeurus
- Forficuloecus
- Fulicoffula
- Goniocotes
- Goniodes
- Haffneria
- Halipeurus
- Harrisoniella
- Ibidoecus
- Incidifrons
- Lagopoecus
- Lipeurus
- Lunaceps
- Mulcticola
- Naubates
- Neopsittaconirmus
- Nesiotinus
- Ornithobius
- Oxylipeurus
- Paraclisis
- Pectinopygus
- Pelmatocerandra
- Penenirmus
- Perineus
- Philoceanus
- Philopterus
- Picicola
- Pseudonirmus
- Psittoecus
- Quadraceps
- Rallicola
- Rhynonirmus
- Saemundssonia
- Strigiphilus
- Sturnidoecus
- Trabeculus